# Richard Elrod

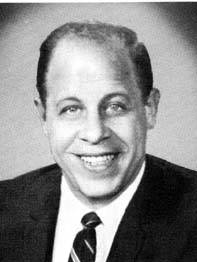
Richard Elrod en 1969.

Richard J. Elrod (17 de febrero de 1934 - 19 de abril de 2014) fue un jurista estadounidense, sheriff, y legislador. 
Nacido en Chicago, Illinois, Elrod recibió su licenciatura en Derecho de la Universidad Northwestern. Se desempeñó como abogado asistente de corporación. Elrod luego sirvió en la Cámara de Representantes de Illinois, en 1969, como un demócrata. Mientras servía en la Asamblea General de Illinois, Elrod resultó gravemente herido y quedó paralizado mientras ayudaba a un oficial de policía de Chicago a capturar a un hombre durante los días de conflicto de las manifestaciones de la rabia en 1969. Entonces sirvió como Alguacil del Condado de Cook, Illinois 1970-1986. Luego sirvió como juez del condado de Cook, del Tribunal de Circuito de Illinois a partir de 1988 hasta su muerte. Murió de cáncer en Chicago, Illinois.